# Rey Bucanero
Vicente Arturo García Ortiz (19 de julio de 1974) es un luchador profesional mexicano más conocido por su nombre en el ring como Rey Bucanero. Actualmente trabaja para el Consejo Mundial de Lucha Libre (CMLL). Bucanero también ha trabajado en Estados Unidos para la World Wrestling Federation y Total Nonstop Action Wrestling y en Japón ha trabajado para la New Japan Pro Wrestling, Frontier Martial Arts Wrestling, Toryumon y Dragondoor.

## Carrera
Después de haber sido entrenado por sus tíos y de pasar varios años trabajando para carteleras independientes y para carteleras del Consejo Mundial de Lucha Libre, tuvo su primer impulso a finales de 1996 después de ganar el Torneo Gran Alternativa con Emilio Charles Jr. En marzo de 1997, obtuvo el Campeonato Mundial de Tríos del CMLL con el Satánico y Emilio Charles, después de derrotar a Apolo Dantes, Black Warrior y Dr. Wagner Jr., ya que el campeonato que estaba vacante porque Héctor Garza se fue para la AAA. Su fama fue creciendo rápidamente y Bucanero comenzó a trabajar un corto tiempo en la World Wrestling Federation, con motivo del proyecto de Telemundo, Los Súper Astros, luchando sin su máscara y bajo el nombre de Rey Pirata Ortiz.
Regresó al CMLL en 1999 y comenzó en un amplio feudo con el Olímpico, rivalidad que se fue acumulando que hasta estuvieron a punto de hacer una lucha de máscara vs máscara entre los dos. Sin embargo, Bucanero comenzó a hacer equipo con Shocker, procedente del bando de los Rudos y entraron a una Ruleta de la Muerte, torneo donde los perdedores avanzan a la final, y el equipo que resulte perdedor, tiene que luchar entre sí en una lucha de máscara vs máscara. Shocker y Bucanero perdieron en la última ronda, por lo que Bucanero tuvo que apostar su máscara contra Shocker, siendo Rey Bucanero el perdedor.

## En lucha
- Movimientos finales
  - Castigo Bucanero (Corkscrew senton)
  - Bucanero Storm (Wheelbarrow Driver)

## Campeonatos y logros
- Consejo Mundial de Lucha Libre
  - Campeonato Mundial Peso Semicompleto del CMLL
  - Campeonato Mundial de Parejas del CMLL (4 veces) - con Último Guerrero (3), Tama Tonga (1)
  - Campeonato Mundial de Tríos del CMLL - con El Satánico & Emilio Charles, Jr.
  - Campeonato Mundial Histórico de Peso Semicompleto de la NWA
  - Copa Arena México (1999) - con El Satánico & Último Guerrero
  - Torneo Gran Alternativa
- Federación Universitaria de Lucha Libre
  - Campeonato Mundial De La FULL (1 vez)
- Pro Wrestling Illustrated
  - Situado en el n.º 206 en los PWI 500 del 1999
  - Situado en el n.º 114 en los PWI 500 del 2000
  - Situado en el n.º 166 en los PWI 500 del 2001
  - Situado en el n.º  66 en los PWI 500 del 2002
  - Situado en el n.º  84 en los PWI 500 del 2003
  - Situado en el n.º  38 en los PWI 500 del 2005
  - Situado en el n.º  39 en los PWI 500 del 2006
  - Situado en el n.º 127 en los PWI 500 del 2007
  - Situado en el n.º 115 en los PWI 500 del 2008
  - Situado en el n.º 227 en los PWI 500 del 2009

## Luchas de apuestas
| Apuesta   | Ganador                   | Perdedor                     | Lugar                    | Fecha |
| --------- | ------------------------- | ---------------------------- | ------------------------ | ----- |
| Máscara   | Rey Bucanero              | Pegaso I                     | Desconocido              | 1995  |
| Máscara   | Rey Bucanero              | Black Machine                | Desconocido              | 1995  |
| Máscara   | Shocker                   | Rey Bucanero                 | México, Distrito Federal | 1999  |
| Cabellera | Rey Bucanero              | Brazo de Platino             | México, Distrito Federal | 2002  |
| Cabellera | Vampiro                   | Rey Bucanero                 | México, Distrito Federal | 2002  |
| Cabellera | Rey Bucanero & Tarzan Boy | Damian 666 & Mr. Águila      | México, Distrito Federal | 2006  |
| Cabellera | Rey Bucanero              | Okumura                      | México, Distrito Federal | 2006  |
| Cabellera | Rey Bucanero              | Máscara Año 2000             | León, Guanajuato         | 2006  |
| Cabellera | Shocker & Lizmark Jr.     | Rey Bucanero & Black Warrior | México, Distrito Federal | 2007  |
| Cabellera | Rey Bucanero              | Mr. Águila                   | México, Distrito Federal | 2010  |
| Cabellera | Felino                    | Rey Bucanero                 | México, Distrito Federal | 2011  |
| Cabellera | Rey Bucanero              | Super Crazy                  | México, Ciudad de México | 2016  |